# Новое (сельское поселение Паньково)
Но́вое — деревня в Старицком районе Тверской области. Относится к сельскому поселению «Паньково». До 2006 года — в составе Новского сельского округа.
Расположена в 13 км к северо-востоку от районного центра Старица, на левом берегу Волги. Рядом находятся деревни Старое и Старо-Новое.

## История
В середине XIX века сельцо Новое относилось к Иверовскому приходу и волости Старицкого уезда Тверской губернии. В 1859 году в Новом — 30 дворов, 297 жителей, в 1886 — 59 дворов, 275 жителей, гончарный завод, кузница, земская школа (открыта в 1880 году). В 1890 основан Новский винокуренный завод. В 1918 году в Новом создан первый в районе совхоз, в 1919 году здесь 58 дворов, 342 жителей, совхоз, завод, школа. В 1919-20 году Новое — центр Иверовской волости, в 1921 — одноимённого сельсовета Иверовской волости Старицкого уезда, в 1925 — одноимённого сельсовета Высоковской волости Новоторжского уезда.
В 1940 году — центр Новского сельсовета Высоковского района Калининской области.
Во время Великой Отечественной войны деревня была оккупирована немецко-фашистскими войсками в октябре 1941 года, 25-27 декабря 1941 года войска 29 Армии вели в районе Новое ожесточённые наступательные бои и освободили деревню.
В 1970-80-е годы Новое центр сельсовета Старицкого района, правление колхоза «Маяк», восьмилетняя школа, детсад, клуб, библиотека, медпункт, магазин.
После 2002—2003 учебного года «Новская основная общеобразовательная школа» была преобразована в МОУ «Новская начальная общеобразовательная школа» (1-4 класс) с переводом учеников и учителей 5-9 классов в МБОУ «Васильевская СОШ» в деревне Васильевское, а в 2013 году — ликвидирована.
В 2011 году в деревне проложен внутрипоселковый газопровод (законсервирован, так как отсутствует межпоселковый газопровод).
В декабре 2020 года по решению собственника прекратила работу животноводческая ферма. На момент закрытия на ферме содержалось 96 голов крупного рогатого скота. Сокращено более 10 рабочих мест.
24 октября 2024 года дом 47 первым в деревне подключен к газу.
7 ноября 2024 года дома 52, 53 и 54 первыми в деревне подключены к сети Интернет по технологии GPON от компании Ростелеком на скорости до 300 мегабит в секунду.

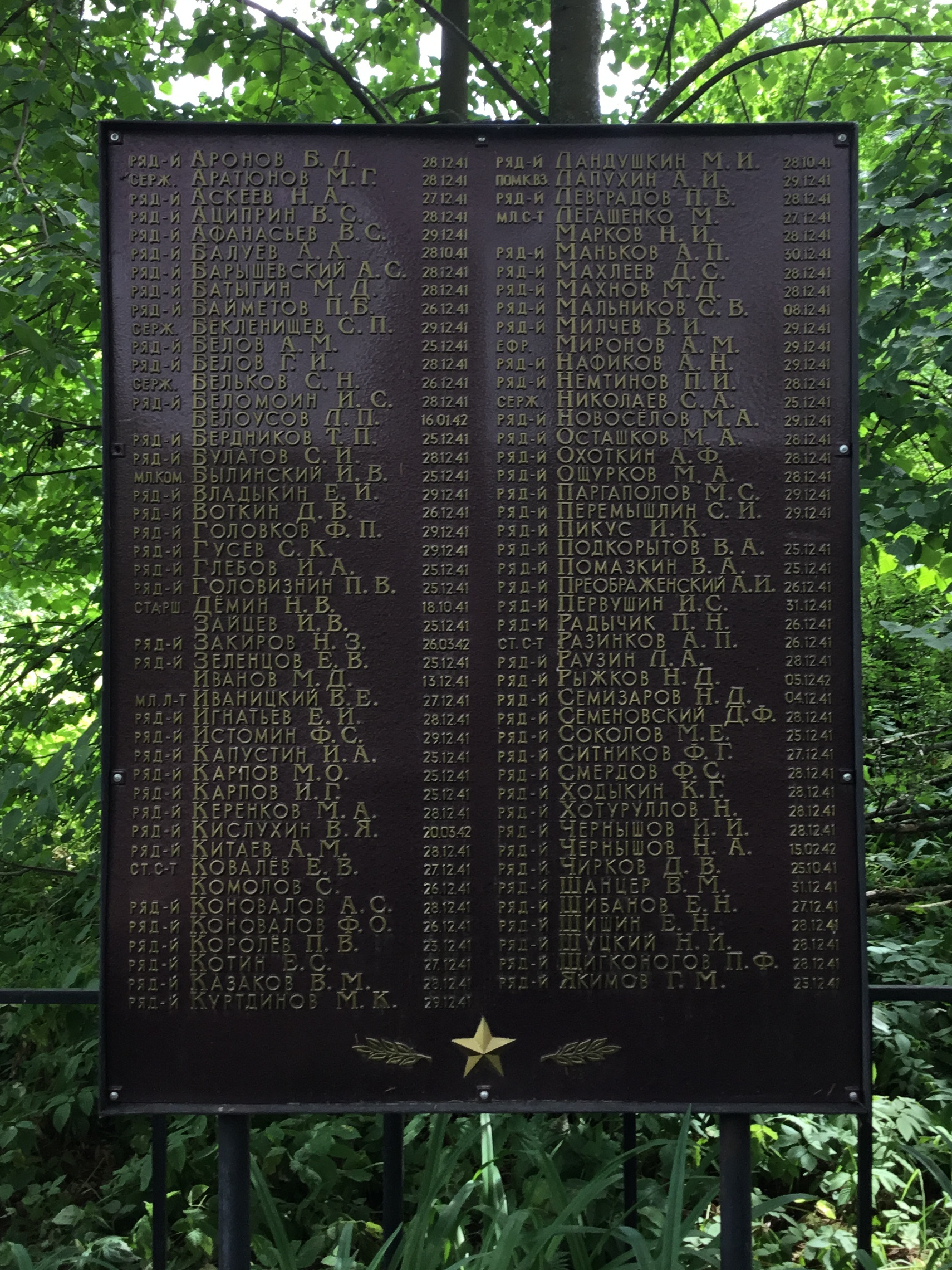
Мемориальная доска на воинском захоронении

## Население
| 1859 | 1886 | 1919 | 1997 | 2002 | 2010 |
| ---- | ---- | ---- | ---- | ---- | ---- |
| 333  | ↘275 | ↗342 | ↘106 | ↘103 | ↘99  |

## Достопримечательности
В деревне имеется мемориал на воинском захоронении времен Великой Отечественной войны.